# Осада Антиохии
Оса́да Антио́хии в 1097—1098 года́х — одно из ключевых событий Первого крестового похода, в результате которого Антиохия перешла к крестоносцам. Сначала крестоносцы осаждали в городе тюрок, которыми командовал эмир Ягисиян, затем тюркская армия под командованием эмира Кербоги осаждала захвативших город крестоносцев, и в конце крестоносцы дали бой Кербоге и победили.
Воины Первого крестового похода осаждали Антиохию с 21 октября 1097 года по 2 июня 1098 года. Город находился в стратегически важном месте на пути из Малой Азии в Палестину, и тот, кто им владел, мог контролировать этот путь. Ожидая нападения, эмир города Ягисиян начал создавать запасы продовольствия и отправил сыновей к другим эмирам Леванта и Междуречья для организации помощи. 21 октября крестоносцы подошли к городу и начали осаду. С началом зимы доставка осаждающим продовольствия морем стала менее регулярной. Разорив в первые месяцы осады прилегающие к городу территории, крестоносцы начали испытывать нехватку продовольствия. В конце декабря отряд крестоносцев под командованием Боэмунда Тарентского и Роберта Фландрского, отправившихся искать провиант, встретил направлявшуюся на помощь Ягисияну армию во главе с Сельджукидом Дукаком, эмиром Дамаска. Сражение не выявило победителей: Дукак отступил, а крестоносцы вернулись в Антиохию без добычи. По мере продолжения осады ситуация с продовольствием обострялась, в начале 1098 года каждый седьмой крестоносец умирал от голода, началось массовое дезертирство. Вторая армия отправилась на помощь осаждённым в Антиохии из Алеппо, ею командовал эмир Алеппо Рыдван. 9 февраля армия была разбита крестоносцами. 3 июня Антиохия была захвачена в результате предательства жителя города, но цитадель продолжала оставаться в руках тюрок. Эмир Мосула Кербога с объединённой армией эмиров осадил крестоносцев в Антиохии 7 июня 1098 года. 28 июня 1098 года крестоносцы осуществили вылазку и победили в бою армию Кербоги. Увидев со стен Цитадели разгром мусульманской армии, её защитники сдались.
В ходе осады и последующих событий войско крестоносцев провело в районе Антиохии более чем полтора года, что едва не поставило под угрозу весь исход крестового похода. Раздоры между лидерами крестоносцев и их окончательный разрыв с византийским императором Алексеем I Комнином, связанный с захватом Антиохии, создали предпосылки для возникновения в Малой Азии государств крестоносцев. Основанное Боэмундом Тарентским княжество с центром в Антиохии просуществовало до 1268 года.

## Предыстория

### В Европе
26 ноября 1095 года, папа Урбан II, на Клермонском соборе, призвал отправиться на Восток и вырвать Иерусалим из рук неверных, обещав участникам крестового похода отпущение грехов, охрану семей и имущества и освобождение от долгов. Данная идея охватила все христианские государства Западной Европы. Стихийно организованный поход бедноты окончился полным провалом — практически всех его участников уничтожили сельджуки. Чуть позже выступило феодальное войско норманнских, французских и германских рыцарей. Армия не являлась единым целым, так как каждый феодал привлекал своих вассалов, а возглавлявшие их военачальники оспаривали друг у друга лидерство. Весной 1097 года объединённое войско крестоносцев переправилось через Босфор и высадилось в Азии, при этом руководители похода принесли вассальную присягу византийскому императору Алексею I Комнину на те земли, которые они могли завоевать. В течение следующих двух лет армия медленно продвигалась на юг. Во время осады Никеи к крестоносцам присоединился полководец Алексея Комнина, Татикий, который с небольшим отрядом отправился с крестоносцами далее, чтобы следить за исполнением клятвы, данной Алексею. После победы над Сельджукским султаном Кылыч-Арсланом I в битве при Дорилее, дорога на Антиохию для крестоносцев была открыта. В Киликии от армии отделился Балдуин Булонский: со своим отрядом он прибыл в Эдессу, где сначала вошёл в доверие к правителю города Торосу Эдесскому, был назначен его наследником, а затем организовал его убийство в марте 1098 года. Став правителем Эдессы, Балдуин основал графство Эдесское — первое государство крестоносцев на Ближнем Востоке.

### На Ближнем Востоке
Антиохия, расположенная в 20 км от побережья Средиземного моря на восточном берегу реки Оронт, была одним из наиболее значительных городов Восточного Средиземноморья. Её история началась ещё во времена Римской империи, затем город несколько раз переходил из рук в руки — сначала он был подчинён Византийской империи, потом персам и арабам, а в X веке вновь перешёл к Византии. Для христиан Антиохия имела особое значение как город, где их стали называть христианами — по преданию епископом Антиохии был апостол Пётр.
После поражения византийцев при Манцикерте от сельджукского султана Алп-Арслана в 1071 году началось активное расселение тюрок по её бывшим восточным территориям. Смерть Алп-Арслана привела к борьбе за престол его сыновей и братьев и к распаду империи сельджуков. В результате как в Анатолии, так и на Ближнем Востоке появилось множество мелких правителей. В 1085 году Антиохия была завоёвана Сулейманом ибн Кутулмышем, а через год перешла к сыну Алп-Арслана Мелик-шаху, который в 1087 году назначил её вали эмира Ягисияна. В задачу последнего входило приглядывать за братом Мелик-шаха, Тутушем, владевшим Алеппо и Иерусалимом. После смерти Мелик-шаха в 1092 году борьба за трон разгорелась с новой силой. С 1095 года Ягисиян должен был подчиняться как вассал племяннику Мелик-шаха, эмиру Алеппо Рыдвану, однако он вступал против него в союзы с эмиром Мосула Кербогой и родным братом Рыдвана, эмиром Дамаска Дукаком.
В конце июля 1097 года, когда крестоносцы вошли на территорию Сирии, Ягисиян с сыновьями и другими эмирами участвовал в осаде Шайзара. На спешном совете их мнения о дальнейших действиях разделились: Ягисиян настаивал на возвращении в Антиохию, тогда как Сукман бен Артук, эмир на службе у Рыдвана, предлагал отправиться в Амид (Диярбакыр), чтобы набрать дополнительные силы. Ягисиян отверг предложение Сукмана. Тем не менее Рыдван, хотя и отказался предоставить немедленную помощь, отправил Сукмана в Амид для сбора войска. Вернувшись в Антиохию, Ягисиян отправил своих сыновей Шамседдина и Мухаммада для поиска помощи. Шамседдин поехал к Дукаку и Тугтегину, а Мухаммад обратился к Кербоге и другим эмирам.

### Укрепления Антиохии
|                           |
| Схема укреплений Антиохии |

|                                  |
| Руины Железных ворот в 1800 году |

С 1085 года сельджуки частично перестроили укрепления города, сохранившиеся от времён императора Юстиниана I. Город окружали стены длиною более 12 километров с 450 башнями, толщина стен между башнями составляла примерно 2 метра. В каждой башне было три этажа, два верхних занимали воины. Кроме того, с юго-запада город был защищен горами Нур, а с северо-запада — болотами. В валу юго-восточной части стен было пробито несколько потерн, через которые во время осад защитники города получали провизию. На восточной части стен на горе Силипиос стояла византийская цитадель. Продолжатель Тудебоде описывал её как неприступную крепость, окруженную четырнадцатью башнями.
Ворот в городских стенах было несколько, но основными из них были шесть:
- С северной стороны на дорогу к Железному мосту вели ворота Св. Павла[16][26]. Железный мост через Оронт, давший название деревушке[тур.] — это место, где сходились дороги из Мараша и Алеппо. С двух сторон реки на мосту стояли охраняемые сторожевые башни, перекрывавшие проход[23].
- С южной стороны на дорогу в Лаодикею вели ворота Св. Георгия[16][26].
- На западной стороне городской стены располагались по течению Оронта по порядку с севера на юг: Собачьи ворота, затем ворота сада (названные потом Герцогскими), ворота моста или ворота Св. Симеона (потому что вели на мост и дорогу к гавани Св. Симеона)[26][16][29].
- С восточной стороны располагались Железные ворота[16][26]. Они находились в крутом узком ущелье между горами Силипиос и Стаурин на дамбе над протекающим по ущелью ручьём Онопниетес. Об их сооружении Прокопий писал:

«Иногда он [Онопниетес] внезапно наполнялся и, вырываясь из русла, устраивал хаос в городе. Чтобы преодолеть это неудобство, император Юстиниан возвел прочную стену с между двумя горами, так перекрыв овраг, чтобы пропускать только определённое количество воды. Отверстия в этой дамбе заставили воду течь медленно, так что она перестала причинять ущерб городу».

### Действия непосредственно перед осадой
Ягисиян был уверен, что стены города неприступны, однако опасался предательства, поскольку в 1085 году тюрки смогли захватить Антиохию с помощью предателя в гарнизоне. По свидетельству Ибн аль-Асира, чтобы снизить вероятность измены, Ягисиян в середине октября удалил из города христиан-мужчин, пообещав, что будет охранять их семьи (обещание он выполнял). Было разрешено остаться лишь яковитам, находившимся в неприязненных отношениях с греками и армянами. Кроме того, Ягисиян заключил в тюрьму православного патриарха Антиохии Иоанна Оксита, не подвергавшегося до того момента никаким преследованиям мусульман. В византийские времена гарнизон города состоял из 4000 человек. Возможно, у Ягисияна были примерно такие же силы. Раймунд Ажильский писал, что у Ягисияна было от 6 до 7 тысяч всадников и более 10 000 пеших солдат, Стефан Блуаский сообщал в письме жене, что в городе было 5000 воинов. По мнению Дж. Франса «гарнизон был не более чем достаточным» для контроля над стенами. Согласно Ж. Ф. Мишо у Ягисияна было 7 тысяч конных и 20 тысяч пеших солдат.
20 октября 1097 года крестоносцы вступили в долину реки Оронт и подошли к железному мосту. Они атаковали мост и захватили его после тяжелого боя. Заодно они перехватили отары овец и запасы зерна, которые доставлялись Ягисияну в Антиохию. От железного моста армия проследовала по левому берегу Оронта до Антиохии. 21 октября руководители похода обсуждали свою дальнейшую стратегию. Между тремя основными предводителями христиан — Готфридом Бульонским, Боэмундом Тарентским и Раймундом де Сен-Жилем — не было согласия относительно дальнейших действий. Готфрид и Боэмунд, сторонники осады, говорили, что армия устала, что лучше переждать зиму и дождаться подкреплений из Византии и с Запада. Очевидно, этот вариант действий поддержал, если не предложил, Татикий, который хорошо знал, что именно так византийцы захватили Антиохию в 969 году. Раймунд де Сен-Жиль был противником подобной стратегии: он призывал довериться Богу и настаивал на немедленном штурме. Примерно в это время руководители похода избрали общим главой Стефана Блуаского, который должен был председательствовать на собраниях и отвечать за снабжение.

## Осада Антиохии крестоносцами

### Расположение войск
|                                                                            |
| Схема расположения войск и укрепления при осаде Антиохии в 1097—1098 годах |

Ни Анонимный автор «Деяний франков», ни Раймунд Ажильский не сочли нужным описать расположение лагерей лидеров похода. Реконструированное из слов Альберта Аахенского и Радульфа расположение войск было таким: отряды итальянских норманнов (Боэмунд и Танкред) заняли позицию напротив ворот Св. Павла, далее до Собачьих ворот разбили лагерь французы (Бодуэна II де Эно, Роберт Нормандский, Роберта Фландрского, Стефан Блуаский и Гуго Вермандуа), провансальцы (Раймунд де Сен-Жиль и Адемар) расположились к западу от Собачьих ворот, а Готфрид Бульонский — у Герцогских ворот, неподалёку от моста через Оронт. В других местах вдоль стен устроить лагерь было невозможно из-за рельефа, поэтому цитадель на склоне горы Сильпиус, ворота моста и ворота Св. Георгия не были блокированы крестоносцами. Благодаря этому в Антиохию свободно поступал провиант. Через Железные ворота Ягисиян держал связь с гарнизоном Харима, а также осуществлял вылазки и нападения на лагерь крестоносцев. Через ворота Св. Георгия шпионы Ягисияна пробирались в расположение крестоносцев и приносили в город вести о состоянии дел: шпионы крестоносцев из местных жителей также могли проникать в город и возвращаться. В марте 1098 года Бруно из Лукки писал домой, что армия «окружила город в осаде, хотя и не очень хорошо».

### Первая фаза
Первая часть осады изображалась хронистами как относительно лёгкая, поскольку провианта было достаточно, а вылазки осаждённых ещё не начались. Однако, по словам Альберта Аахенского и Раймунда Ажильского, вскоре те, кто находился рядом с дорогой к железному мосту (у ворот Св. Павла), подверглись нападению из расположенного недалеко за железным мостом Харима. В ответ Боэмунд и Роберт Фландрский напали на Харим, но не смогли его захватить.
В этот же период Адемар и Раймунд подвергались нападениям из Собачьих ворот. Недалеко от расположения их войск, между слиянием двух ручьёв и стеной, местность была заболочена, а через ручей был перекинут мост, который использовали для вылазок осаждённые. После неудачной попытки уничтожить мост Раймунд велел соорудить деревянную башню, чтобы, во-первых, перекрыть мост, а во-вторых, использовать её для нападения на ворота. Осаждённые непрерывно обстреливали строителей башни из луков, те отвечали из арбалетов, затем мусульмане отважились на вылазку, отогнали строивших башню и подожгли её. В дальнейшем люди Раймунда построили три мангонели, чтобы разрушить стены, но и эта попытка не принесла результата. Точное время этих событий Альберт не называл, но, скорее всего, все они произошли до постройки лодочного моста через Оронт, то есть, до конца осени. Мост через ручей у Собачьих ворот удалось вывести из строя лишь навалив груду огромных камней и деревьев.
Опасность нападений из Харима была снята лишь после прибытия 17 ноября в гавань Св. Симеона генуэзского флота, который доставил для крестоносцев запасы еды, подкрепление, квалифицированных строителей, материалы и инструменты. 23 ноября на склонах горы Стаурин крестоносцы возвели небольшую крепость, названную Малрегард, для защиты от нападений из Харима и Ягисияна с этой стороны. Примерно в то же время время Боэмунд, наконец, выманил из Харима гарнизон и уничтожил его.
Чтобы добираться к гавани Св. Симеона, крестоносцам, расположившимся на левом берегу Оронта, приходилось пересекать Оронт по мосту у ворот Св. Симеона, подходя близко к стенам. Это было небезопасно, поскольку и мост, и пространство у стен простреливалось осаждёнными, кроме того, через ворота осаждённые могли осуществлять вылазки и нападать. С целью получить альтернативный и более безопасный путь к гавани, крестоносцы соорудили лодочный мост недалеко от моста сада, где располагался Годфрид Бульонский. Дата постройки моста неизвестна, но к Рождеству 1097 года он уже был готов, поскольку именно им воспользовались Боэмунд и Роберт Фландрский, отправляясь в экспедицию.

### Вторая фаза

#### Голод. Битва с Дукаком
С приближением зимы положение начало ухудшаться. Альберт Аахенский писал, что к Рождеству 1097 года крестоносцы съели всё, что можно было только добыть в окрестностях Антиохии и начался голод. Радульф Каннский подчёркивал, что была и другая причина голода и нехватки привозного продовольствия — способ доставки. Продовольствие везли морем издалека: из Киликии, Родоса, Кипра, Хиоса, Самоса, Крита и Митилини. Зимой из-за сложностей судоходства начались перебои с поставками, а осаждающие не позаботились о создании запасов. Кроме того, начались дожди и холода. Голод вынудил крестоносцев организовывать целые экспедиции в отдалённые районы в попытках добыть продовольствие. В конце декабря Боэмунд и Роберт Фландрский отправились с половиной оставшихся боеспособными воинов на поиски провианта. Анонимный автор «Деяний» оценивал силы Боэмунда и Роберта как 20 000 пехоты и рыцарей, Альберт называл 2000 рыцарей и 15 000 пеших, но более всего реалистична оценка Раймунда Ажильского, написавшего про 400 рыцарей, поскольку известно, что к зиме погибло много лошадей из тех, что были в начале похода. Готфрид Бульонский слёг от болезни, поэтому лагерь остался под присмотром Раймунда де Сен-Жиля и Адемара.
|                                                               |
| Экспедиции Дукака, Рыдвана и Кербоги с целью помощи Яги-Сияну |

К этому времени Шемседдин, сын Ягисияна, уговорил Дукака и его атабека Тугтекина  отправиться на помощь Антиохии, и в конце декабря Дукак выступил с армией из Дамаска. Вскоре между армией Дукака и отрядом Боэмунда и Роберта Фландрского произошла битва. Её обстоятельства скудно освещаются в источниках. Арабские хроники почти ничего не пишут о ней. Западные источники либо дают о ней краткую информацию, либо вообще не упоминают. Анонимный автор «Деяний» немного описал сражение. Хотя он и не присутствовал в этой экспедиции, но получил сведения от её участников. Реконструированные события выглядят так. Скорее всего, Боэмунд Тарентский и Роберт Фландрский двигались на юг, не подозревая о том, что противник рядом. 30 декабря у Шайзара Дукак узнал, что крестоносцы недалеко и на следующий день возле Бары столкнулся с отрядом Роберта Фландрского. Окружив его, мусульмане готовились праздновать победу, когда на них напал Боэмунд. Хотя Аноним и Раймунд Ажильский писали, что победу одержали крестоносцы, но дополнение, сделанное Раймундом, этому противоречит: «Странный результат этого достижения… после того, как враг был разгромлен, мужество наших людей уменьшилось, так что они не осмелились преследовать тех, кого они видели в бегстве». Несмотря на победные сообщения христианских хронистов, видимо, победу не одержал никто: Дукак c Тугтегином вернулся в Дамаск, так и не дойдя до Антиохии, а понесшие большие потери крестоносцы, так и не добыв провианта, вернулись в Антиохию. После сражения Шемседдин не поехал в Дамаск с Дукаком, а направился за новой помощью к Рыдвану в Алеппо.
В отличие от крестоносцев Ягисиян был извещён, что армия Дукака, его атабека Тугтекина, эмира Джанах ад-Даулы из Хомы и Шемседдина скоро прибудет. 29 декабря, после того, как Боэмунд и Роберт Фландрский покинули лагерь, он произвёл неожиданную вылазку через укреплённый мост. Раймунд де Сен-Жиль не ожидал атаки и не был готов, но сориентировался и сумел дать отпор. Франки преследовали отступавших тюрок по мосту почти до самых ворот и чуть было не ворвались за ними в город: отряд Ягисияна успел укрыться за воротами и захлопнуть их. Обе стороны понесли большие потери, особенно крестоносцы.
Помимо голода, крестоносцы жестоко страдали от болезней и непогоды. По словам Матвея Эдесского, умирал каждый седьмой крестоносец.
Стефан Блуаский в письме от 29 марта 1098 года рассказывал жене о зимовке у стен Антиохии:

… многие уже израсходовали все свои припасы в этих святых страстях. Весьма многие из наших франков, воистину, встретили бы скорую смерть от голода, если бы милосердие Божье и наши деньги не спасли их. Перед вышеупомянутым же городом Антиохией в течение всей зимы мы страдали ради нашего Господа Христа от непомерного мороза и страшных ливней.

В армии началось дезертирство. Многие воины бежали в январе 1098 года, в том числе Пётр Пустынник и его приятель виконт Гийом Мелунский. Их вскоре нагнал и вернул в лагерь Танкред Тарентский.

#### Отношения с Византией
В условиях голода морские поставки, хоть и редкие, были жизненно необходимыми для поддержании армии. Раймунд Ажильский писал о прибывавших в гавань кораблях. По словам Радульфа Каннского, во время осады Антиохии Роберт Нормандский находился в Лаодикее и отправлял прибывавшее судами с Кипра продовольствие в лагерь крестоносцев у Антиохии. Кипр играл ключевую роль в поставках, вероятно, при обсуждении с императором Алексеем снабжения похода, остров был назначен базой. Уже в конце октября 1097 года Иерусалимский патриарх Симеон II, живший на Кипре, переправил на Запад письмо Адемара, что доказывает то, что сообщение с островом было регулярным. Даже хронисты, враждебные Византии (Радульф Каннский и Раймунд Ажильский), упоминают Кипр как источник продовольствия для армии. Провиант и припасы, которые крестоносцы получали, опровергают утверждения крестоносцев, что император Алексей не помогал им. Без этой помощи они не смогли бы пережить осаду Антиохии.
Клятва крестоносцев передавать захваченные города под власть Византии шла вразрез с планами Боэмунда Тарентского, который планировал оставить Антиохию себе. Боэмунд не отважился устранить физически византийского легата Татикия, представителя императора Алексея Комнина при армии крестоносцев, поэтому был вынужден удалить византийца хитростью. В начале февраля Боэмунд известил Татикия о том, что лидеры крестоносцев подозревают его в сговоре с сельджуками и потому якобы задумали убить его. Как следствие, Татикий неожиданно для всех (кроме Боэмунда) покинул лагерь. Причина побега Татикия была неизвестна другим лидерам армии христиан, и потому Боэмунд объявил его трусом и предателем, что сказалось на отношении крестоносцев к Византии.

#### Победа над Рыдваном
|                                            |
| Битва у озера Антиохии Боэмунда с Рыдваном |

Вскоре после отъезда Татикия у реки Оронт появилась армия Рыдвана из Алеппо. Войско Рыдвана сопровождали Артукид Сукман с тюрками Амида и тесть Рыдвана, эмир Хамы, со своим войском. В начале февраля Рыдван снова занял Харим. Когда его армия приблизилась к Антиохии, Боэмунд послал конницу, чтобы заманить тюрок в место, где Антиохийское озеро (ныне исчезнувшее, также называемое Белым) ближе всего подходит к Оронту. Когда Рыдван двинулся к Железному мосту, его атаковали у кургана Телль-Тайинат. При этой атаке армия мусульман не понесла существенных потерь, но была вытеснена на выбранное Боэмундом место. В узкой долине воины Рыдвана не могли использовать своё численное превосходство, плотно сбились, их с боков постоянно атаковали рыцари Боэмунда, Роберта Фландрского и Стефана Блуаского. Тюрки отступили в замешательстве, преследуемые конницей крестоносцев. Когда они, отступая, двигались мимо Харима, расположенного на холме, мусульманский гарнизон, видевший происходивший бой, в панике покинул город, оставив его крестоносцам. Во время отсутствия конницы крестоносцев Ягисиян совершил вылазку и напал на лагерь, в котором остались только пешие солдаты. Он уже готовился праздновать победу, когда рыцари вернулись. Поняв, что Рыдван потерпел поражение, Ягисиян укрылся за стенами Антиохии. Камаль ад-Дин ибн аль-Адим датировал эту битву концом месяца сафара 491 (с 8 января по 5 февраля 1098) года.

#### Крестоносцы строят башни
Большие проблемы порождались тем, что часть ворот всё ещё была не блокирована. Путь к гавани Св. Симеона, куда приходило большинство судов, пролегал близко к воротам Моста, откуда гарнизон осуществлял вылазки и нападения. Разместить рядом с воротами войска не представлялось возможным, поскольку западная стена около ворот была расположена слишком близко к реке. Тем самым, контроль над воротами Моста стал ключевым моментом для осаждающих. Вплоть до марта 1098 года эту проблему решить не удавалось из-за отсутствия строительного материала и мастеров. Попытки возвести укрепления из земли не увенчались успехом. 4 марта 1098 года из Константинополя в гавань Св. Симеона прибыл флот Эдгара Этлинга. Сам Эдгар не прибыл, в конце 1097 года он занимался утверждением своего племянника на шотландском троне, поэтому маловероятно, чтобы он присоединился к крестовому походу. Англичане привезли мастеров и материалы для сооружения осадных башен и блокирования ворот Моста. Раймунд и Боэмунд, не доверявшие друг другу, отправились встречать корабли вдвоём. Яги-Сиян пытался помешать доставке грузов, и 6 марта напал на них. В этой стычке сельджуки перебили более пяти сотен христианских пехотинцев, но крестоносцы отступили к лагерю, где им на помощь пришёл Готфрид Бульонский, и нападение было отбито. Мусульмане понесли большие потери. Ночью осаждённые вышли, чтобы похоронить погибших, а на утро крестоносцы разорили и ограбили погребения. По сообщениям хронистов, было разорено 1500 могил. Недалеко от кладбища, напротив укреплённого моста у ворот Св. Симеона стояла мечеть. Крестоносцы на её основе построили башню из камней, извлечённых из мусульманских захоронений, назвав её «Ла Махомерие» или башня Раймунда, поскольку башню передали в распоряжению Раймунда де Сен-Жиля. Эта башня должна была защищать дорогу к пристани Св. Симеона. О строительстве этой башни писал Ансельм Рибемонтский архиепископу Реймса:

Наши люди начали строить крепость, которую они также укрепили двойным рвом и очень прочной стеной, а также двумя башнями. В неё поместили графа Сен-Жиля с лучниками. О, с каким большим трудом мы построили крепость! Одна часть нашей армии несла караул с восточной стороны, другая присматривала за лагерем, а все остальные работали над этой крепостью. Из последней за воротами наблюдали лучники; остальные, в том числе и сами князья, не останавливаясь, трудились на переноске камней и строительстве стены
После строительства Башни Раймунда крестоносцы построили деревянную башню и приволокли её на укреплённый мост, чтобы перекрыть выход осаждённым, но те дождались, когда осаждающие заснули и подожгли сооружение.
Обезопасив путь доставки продовольствия себе, крестоносцы озаботились перекрытием поставок в город. По словам Альберта Танкреда наградили сорока серебряными марками в месяц и отправили его, чтобы заблокировать двое ворот с юго-западной стороны города и следить за передвижениями противника. На холме у ворот Св. Георгия на развалинах древнего монастыря Св. Георгия по инициативе Танкреда крестоносцы построили башню, которую назвали «башня Танкреда». Единственный, не заблокированный проход в город, проходил теперь через Железные ворота в расщелине и через потерны.

#### Вылазки осаждённых
Почти полная блокада стала ударом для осаждённых, им пришлось ограничиться мелкими, но постоянными вылазками, в попытках нанести осаждавшим хоть какой-то вред. По словам Альберта:

«Утром, днем и ночью каждого дня происходили эти внезапные нападения, вылазки, сцены резни и в христианском лагере постоянно были слышны оплакивания новых потерь».
|                                                                                 |
| Вылазка осаждённых тюрок. Давид Обер, 1462, Библиотека Арсенала, 5090, fol. 532 |

Некоторые истории описали хронисты. Возле Ворот сада была роща, в которой часто бывали франки. Архидьякон Меца Адальберо играл в кости в этом саду с некой дамой. Осаждённые внезапно напали на них. Мужчину обезглавили на месте, забрав голову, а женщину увели с собой. На следующий день обе головы зарядили в метательные орудия и выстрелили в сторону лагеря. Годфрид Бульонский узнал голову Адальберо и захоронил её вместе с телом.
Петр Тудебоде описал случай, когда турки привели на вершину антиохийской стены благородного рыцаря Райнальда Порше, которого они пленили 6 марта 1098 года и заключили в камеру в грязной темнице. Затем они сказали ему, что он должен спросить у христиан, какой выкуп они готовы заплатить за его голову. Райнальд крикнул, что не боится умирать. Он обнадёжил соратников, сообщив, что в предыдущей стычке многие мусульманские эмиры были убиты и почти некому защищать город. Ягисиян предложил Райнальду сменить веру для сохранения жизни, но рыцарь отказался, за что был немедленно обезглавлен на глазах товарищей. По словам Тудебоде, эмир был в ярости, он приказал привести к нему всех паломников, находившихся в тюрьмах Антиохии. Их раздели догола, связали вместе в круг, обложили сеном и дровами и сожгли заживо, а их крики доносились до осаждавших христиан.
Согласно Альберту, пленённый Ягисияном патриарх Иоанн Оксит содержался в тюрьме в кандалах, натиравших на ногах раны. Турки довольно часто подвешивали его на веревках на городских стенах на виду у крестоносцев.

### Посольство Фатимидов
В марте в лагерь прибыли послы фатимидского халифа Каира. Император Алексей настоятельно советовал крестоносцам заключить союз с Фатимидами, которые враждовали с тюрками и охотно воевали с ними. Однако халиф предлагал соглашение, по которому франки получали Северную Сирию, а Палестина (с Иерусалимом) доставалась Фатимидам. Крестоносцы не могли пойти на такие условия. Они радушно приняли послов, но никакого соглашения достигнуто не было. Поэтому войска визиря Фатимидов аль-Афдаля осадили и в августе 1098 года захватили Иерусалим.

### Третья фаза

#### Выступление Кербоги
Весна подходила к концу, но осада по-прежнему не давала результатов. В начале мая 1098 года эмир Кербога выступил из Мосула. Из Мосула в Антиохию вели два пути: первый — через Синджар и Алеппо, и второй — через Нусайбин и Эдессу. Враждуя с эмиром Алеппо Рыдваном, Кербога не рискнул выбрать первый и направился в сторону Мардина, где была назначена встреча всех эмиров, согласившихся принять участие в походе. Хронисты называли разное число его союзников (Фульхерий Шартрский — 28). Часть из них можно идентифицировать: Дукак и Тугтекин из Дамаска, Арслан-Таш из Синджара, Караджа из Харрана, Балдук из Самосаты, Джанах-ад-Даула из Хомса, Артукид Сукман (которого Тудебоде и Аноним называли «эмир Иерусалима»), Вассаб ибн-Махмуд, сыновья Ягисияна Шамс-ад-Даула и Мухаммед. Фульхерий называл среди участников эмира Баджака, который, предположительно, является племянником Сукмана, Балаком. И христианские, и мусульманские хронисты единогласно называют армию огромной, бесчисленной.
Получив новость о приближении войска Кербоги и оценив размер объединённого войска эмиров, лидеры крестоносцев поняли, что с прибытием Кербоги на помощь Ягисияну их шансы на захват Антиохии будут практически равны нулю. Для крестоносцев было очевидно, что Антиохия должна пасть до прибытия Кербоги. Небольшую передышку они получили, поскольку Кербога по пути в Антиохию осадил Эдессу, не желая оставлять её в тылу. Там он задержался на три недели в бесплодных попытках отбить её у Балдуина Булонского. Не сумев захватить Эдессу, в конце мая армия Кербоги продолжила путь к Антиохии.

#### Падение Антиохии
| |
| Э. Гийом-Рей сопроводил этот рисунок юго-восточной стены словами: «Несомненно, именно здесь крестоносцы проникли в город, и именно здесь мы будем искать Башню Две сестры». |

За это время Боэмунд Тарентский вступил в тайный сговор с неким жителем Антиохии, Фирузом, который то ли из-за обиды на Ягисияна, то ли ради вознаграждения согласился впустить отряд крестоносцев в город. Этот план Боэмунд не раскрывал соратникам, но он уговаривал их скорее захватить город до прихода армии Кербоги. Он даже сымитировал сборы к отъезду, пугая соратников, что покинет поход. В результате он добился согласия остальных на то, что Антиохия будет принадлежать тому, кто войдёт в неё первым. Этот план нарушал клятву, которую крестоносцы дали императору Алексею в Константинополе в 1097 году, но пришёлся не по душе только Раймунду Тулузскому, сопернику Боэмунда. Возможно, его позицию разделял и Адемар. Другие же лидеры похода с готовностью приняли условия Боэмунда. Уже Анна Комнина и Камаль аль-Дин объясняли действия Боэмунда стремлением единолично владеть Антиохией.
Тем временем, несмотря на то, что развязка осады приближалась с каждым днём, 1 июня 1098 года армию покинуло некоторое количество воинов, выходцев из Франции, в том числе Стефан Блуасский. В ночь со 2 на 3 июня как было условлено, Фируз впустил отряд Боэмунда в башню по «лестнице, которая уже была поставлена и прочно-напрочно прикреплена к городской стене». Наиболее надёжным считается рассказ Анонима о событиях, поскольку он принимал в них участие. Пробравшись в город, Боэмунд «приказал подать трубой сигнал к бою», от пронзительного звука «пробудился и пришёл в ужас весь город, дети и женщины принялись плакать», а затем через открытые Боэмундом ворота в Антиохию ворвались крестоносцы. Вскоре весь город был захвачен. Трубный сигнал на рассвете разбудил Ягисияна. Он «спросил, что случилось, и ему сказали, что звук трубы слышен из крепости и она, без сомнения, захвачена» (хотя на тот момент в руках крестоносцев была лишь одна башня). В сопровождении 30 воинов Ягисиян сбежал из города. Там он либо сам умер, упав с коня, либо был убит местными крестьянами, которые отрубили его голову и отнесли Боэмунду.

#### Башни Фируза
Историки неоднократно делали попытки установить то место, откуда крестоносцы проникли в город. Современные событиям источники очень нечетко говорят о местонахождении башен Фируза. Несмотря на то, что Аноним участвовал в ночном проникновении в город, он не указал точное их расположение. Он только упомянул, что крестоносцы прошли на западную гору, южную часть обороны. Гийом Тирский писал, что Фируз охранял башню под названием Две сестры на южной стене Антиохии, недалеко от ворот Св. Георгия. Он отразил традиционное мнение, существовавшее в Антиохии в XII веке. Однако это мнение является ошибочным. Во-первых, Аноним, чей рассказ считается наиболее достоверным, поскольку он участвовал в проникновении в город, писал про три башни в уединённом месте, во-вторых, из рассказа Альберта вытекает, что башня располагалась недалеко от Цитадели, в-третьих, Радульф писал, что башня располагалась в месте, куда на лошадях ехать было опасно. Все эти параметры явно не соответствуют окрестностям ворот Св. Георгия, где располагалась башня Двух Сестёр.
По словам Анонима, Боэмунд установил свое знамя так, чтобы все могли его видеть, на «холме напротив цитадели». Было высказано предположение, что это вершина горы к югу от цитадели, где есть башня, которая все ещё видна через всю Антиохию. Гийом Тирский писал, что к этому времени франки захватили десять башен. По словам Дж. Франса можно посчитать десять башен от оврага и «добраться до башен Фируза, примерно в том месте, где оборонительные сооружения поворачивают на запад, образуя южную стену города, спускающуюся с горы Сильпий». Это предположение подтверждается косвенно и тем, что, согласно некоторым описаниям, возле башни Фируза была потерна, а в этом районе они как раз есть. «Не может быть уверенности, но весьма вероятно, что эти башни в юго-восточном углу оборонительных сооружений были теми, которые были переданы Фирузом», — сделал заключение Дж. Франс.
|                                        |
| Резня в Антиохии. Гравюра Гюстава Доре |

## Резня в городе
К вечеру 3 июня крестоносцы контролировали большую часть Антиохии за исключением находившейся в южной части города цитадели, в которой укрылся сын Ягисияна, Шамседдин. На улицах и в домах Антиохии охваченные жаждой мести и наживы рыцари креста устроили грабёж и кровавую резню, описания которой приводят как мусульманские, так и христианские хронисты. Раймунд Ажильский передал настроение победителей, записав, что крестоносцы «много времени наслаждались приятным зрелищем, (видя, как) те, кто столь долго оборонял против нас Антиохию <…> не могли избежать гибели».
Руководители похода писали папе Урбану в письме, что они «правителя этого города умертвили со многими его воинами, а жен, сыновей и домочадцев вместе с золотом, серебром и всем их добром оставили у себя». Однако ни в одном другом источнике нет данных, чтобы семьям мусульман сохранили жизни. Изучивший множество свидетельств Гийом Тирский резюмировал: «везде были убиты отцы семейств и убиты все их домочадцы». К вечеру 3 июня в Антиохии не осталось ни одного живого турка. Трупов было столько, что Аноним и Пётр Тудебоде писали:

«все площади города были забиты телами мертвецов, так что никто не мог находиться там из-за сильного зловония; никто не мог пройти по улицам иначе, как по трупам».

## Осада крестоносцев Кербогой

### Начало осады
После захвата города лидерам крестоносцев нужно было прежде всего позаботиться, чтобы город стал пригоден для проживания, поскольку он был завален разлагающимися трупами. Пока шло захоронение тел, Адемар организовал очистку храмов Антиохии, оскверненных мусульманами. Православного патриарха Антиохии Иоанна Оксита крестоносцы выпустили из тюрьмы и восстановили в правах. О состоянии Иоанна очевидец писал: «уже восемь месяцев сидел в тюрьме, у него почти иссохли ноги из-за тугих цепей, и он мог ходить лишь с трудом». Кроме того крестоносцы обеспечили защиту от подходящей армии Кербоги, распределив участки стены между отрядами. 4 или 5 июня передовой отряд Кербоги подошёл к железному мосту и наткнулся на крестоносцев в сторожевых башнях моста. Весь гарнизон сторожевых башен был уничтожен, а командира пленили и заковали в цепи. Основная армия подошла лишь на следующий день.

Лагерь Кербоги по словам Анонимного автора Деяний был «между двумя реками». Раймунд Ажильский писал, что он был в двух милях (пять километров) от Антиохии. Альберт Ахенский просто отметил, что он был на равнине. Дж. Франс указал предположительное место, удовлетворяющее всем описаниям — севернее города по течению Оронта. Но после на небольшое время армия обосновалась в горах недалеко от Цитадели. Шемседдин отправил к Кербоге посланника, прося о помощи. Но Кербога не желал помогать Шемеддину отстаивать наследство отца. Интерес Кербоги состоял в присвоении города, потому он настоял на том, чтобы гарнизоном цитадели командовал его человек. Тщетно сын Ягисияна просил разрешения сохранить командование хотя бы до освобождения города — он был вынужден передать крепость и всё, что в ней было, доверенному лицу Кербоги Ахмеду ибн Мервану.

Бои у Цитадели.

5 и 6 июня Роберт Фландрский в ожесточённых боях пытался отстоять Ла Махомерие, но к 8 июня ему пришлось отступить в город. Предположительно в эти же дни Готфрид Бульонский защищал Малрегард. И крестоносцы, и Кербога понимали важность контроля над воротами Св. Павла и Св. Симеона. Но основные бои в начале осады происходили в районе Цитадели. Крестоносцы контролировали единственный путь из Цитадели в город им удалось занять все башни от башни Боэмунда, на которой Боэмунд вывесил свой стяг, до расположенного рядом с цитаделью оврага с цистерной, шедшего перпендикулярно стене. Но приблизиться к цитадели Боэмунду не удалось, он был ранен стрелой, выпущенной из цитадели. Анонимный автор Деяний упоминает бои только в этой части города. Вероятно, именно здесь он находился в то время осады. Уже 8 июня Кербога поднялся с армией в горы и перенёс туда свой лагерь. Его целью было через цитадель прорваться в город. Крестоносцы совершили вылазку через выход на восточном участке стены, но потерпели неудачу. После небольшой разведки Ахмед ибн Мерван начал штурм этого сектора, вероятно, в начале 9 июня, при этом из цитадели вышел отряд, который напал на франков с другой стороны. По словам Раймунда Ажильского, франки понесли большие потери. В течение двух дней бои велись как с Кербогой, так и с гарнизоном цитадели. Единственным успехом было то, что удалось заставить гарнизон опять отступить в крепость. Гуго Вермандуа, Роберт Фландрский и Роберт Нормандский были почти побеждены; но в конце концов они отогнали Ахмеда ибн Мервана с тяжёлыми потерями. Предвидя опасность проникновения в город через Цитадель, Боэмунд и Раймунд наскоро построили стену, чтобы отрезать её от городских укреплений. Поскольку это был наиболее уязвимый участок обороны, кажется, что руководители по очереди сторожили его.
|                                                   |
| Осада Антиохии Кербогой. BNF, Fr. 22495, fol. 50v |

Результатом этих боёв был большой упадок духа: 10 июня многие воины дезертировали и сбежали в гавань, чтобы пытаться покинуть Палестину. После первых боев в городе зять Боэмунда Вильгельм из Грандмениля с братом Обре, Ги Труссо, лорд Монлери, Ламберт Клермонтский и Вильгельм Плотник пополнили ряды «верёвочных беглецов», названных так из-за способа их побега через стены Антиохии. Добравшись до франкских кораблей в гавани Св. Симеона, беглецы сообщили, что армия крестоносцев обречена. После этого суда спешно снялись с якоря и двинулись в Тарсус к Стефану Блуаскому. Из Тарсуса Стефан и Уильям по суше отправились навстречу Алексею I, который выступил из Константинополя на помощь осаждённым крестоносцам. Беглецы прибыли к нему, когда он находился в Филомелии, они сообщили, что уже некому помогать, армия крестоносцев уничтожена. Византийская армия отступила на север. Впоследствии крестоносцы поняли, что в отсутствии помощи виноват и Стефан Блуасский. Их летописцы гневно отзывались о его трусости; и вскоре история достигла Европы.
По словам Раймунда Ажильского, были не только дезертиры — некоторые крестоносцы перешли на сторону врага.
11 июня боевые действия продолжились. 12 июня в результате внезапного нападения Кербога едва не завладел одной из башен на юго-западной стене. Лишь отчаянный героизм трёх рыцарей спас её. Во избежание подобных ситуаций и для облегчения маневрирования у стен и слежения за ними Боэмунд сжёг дома на улицах города рядом со стенами. Из цитадели вёлся обстрел христиан из лука, мусульмане совершали вылазки. Башня на склоне оврага стала местом постоянных боёв. Крестоносцам пришлось построить стену со своей стороны оврага для защиты. Ансельм Рибемонтский писал, что Кербога решил изменить тактику и осадить одновременно все ворота. У цитадели наступило затишье. Скорее всего, именно в это время и была построена «стена». Хотя хронисты называют это сооружение стеной, но, похоже, это было нечто вреде баррикады, перегораживавшей тропу и вдоль оврага. Снижение активности в нападениях и оставление лагеря у Цитадели было серьёзной ошибкой Кербоги, но Альберт Ахенский считал, что лагерь в горах был покинут из-за сложностей со снабжением.

### Каннибализм среди крестоносцев в Антиохии
В городе условия были не лучше. Все хронисты упоминали проблемы с продовольствием и голод. Аноним писал, что многие умерли от голода, потому что цены на провизию были очень высоки: «люди варили и ели листья инжира, виноградной лозы, чертополоха и деревьев всех видов. Другие тушили сушёные шкуры лошадей, верблюдов, быков или буйволов». Раймунд Ажильский рассказывал примерно о том же и уточнял, что были и те, кто мог позволить себе столь дорогую пищу. Простые рыцари, были вынуждены пить кровь своих лошадей (у кого они сохранились).
Продовольствие можно было купить у армян и сирийцев, которые горными тропами на мулах доставляли его к потернам, но они требовали за продукты огромную цену, которую многие крестоносцы из числа простых воинов были не в состоянии заплатить и потому были обречены на голодную смерть.
Христианские источники отрицают каннибализм среди крестоносцев в Антиохии, не отрицая его в Маарре. Анналы Хильдесхайма повествуют о том, что во время этой осады «многие из этих крестоносцев ели коней и ослов, едва удерживаясь от человеческого мяса». Участники похода, архиепископ Пизы Даймбер, Годфрид Бульонский и Раймунд де Сен-Жиль в своём письме папе в сентябре 1099 года писали о голоде в Антиохии аналогично: «голод настолько ослабил нас, что некоторые с трудом воздерживались от употребления человеческого мяса». При этом, говоря о событиях в Аль-Баре и Маарре, они не скрыли, что в армии был «такой сильный голод, что христиане теперь ели разлагающиеся тела сарацин». Однако мусульманские хронисты обвиняли крестоносцев в каннибализме и в Антиохии. «Песнь об Антиохии» отобразила этот факт в преувеличенном виде. В песне Петр Пустынник говорит голодающим: «Разве вы не видите тела турок? Это отличная пища, если приготовить и посолить». Три части пятой песни посвящены подробному рассказу о дальнейшем. При этом в уста каннибала автор вкладывает слова: «Начался великий пост, лучше есть это, чем свинину или ветчину». Факт каннибализма признавали учёные. Мишо писал: «Уже съели всех лошадей, питались кореньями и листьями, кое-кто варил кожу со щитов и обувь, кое-кто вырывал мертвецов из могил».
Гвиберт Ножанский имел информацию от участников осады Маарры и писал, что иногда и в других местах на трупах мусульман обнаруживались вырезанные куски плоти, и это может быть признаком того, что Маарра не была исключением. Но Гвиберт объяснял, что это было инсценировкой для запугивания врага. Адемар Шабанский описывал случай в Испании, когда один норманн зарезал пленного сарацина на глазах других, сварил и притворился, что ест. Дав другим сбежать, он добился распространения среди сарацин устрашающих слухов. Вильгельм Тирский описывает похожую сцену, в ней убить и поджарить на вертеле пленных ввиду наблюдавших осаждённых приказывает Боэмунд, причём ещё в первой фазе осады. Видимо, каннибализм выступал в том числе и как психологическое оружие.

### Видения и обнаружение «Святого» копья
Полная безысходность и наступившее отчаяние вкупе с голодом привели к жажде чудес. В такой атмосфере процветали мечты и видения. Для людей того времени сверхъестественное не считалось чем-то невозможным и чудеса не замедлили «появиться». 10 июня 1098 года слуга провансальского паломника, Петра Варфоломея, явился к Раймунду де Сен-Жилю и сообщил, что в течение последних месяцев ему в видениях являлся Святой Андрей. В последнем видении он открыл ему, где можно найти одну из самых святых реликвий христианского мира — Святое Копьё. На Адемара, видевшего в Константинополе Святое Копьё, признаваемое всеми верующими подлинным, эти слова  впечатления не произвели. Однако Раймунд поручил Петра заботам своего капеллана, Раймунда Ажильского, и принял решение через пять дней отправиться на поиски копья. Раймунд Ажильский изложил историю обнаружения копья довольно подробно, тогда как Аноним и Тудебоде лишь кратко упомянули о ней.
|                                                                             |
| Адемар с копьём в битве за Антиохию. Британская библиотека, No. 12, fol. 29 |

Видения быстро множились. На следующий день, 11 июня, священник Стефан из Валанса предстал перед руководителями похода, и поведал, что вечером в церкви Богоматери ему явился Христос и велел Стефану передать Адемару, что крестоносцы грешны, но если они вернутся к христианскому образу жизни, он пошлёт им через пять дней защиту. Стефан, пользовавшийся уважением и авторитетом, поклялся на Евангелии, и Адемар поверил ему. 14 июня был замечен метеор, который, как показалось крестоносцам, упал на турецкий лагерь. Утром 15 июня Варфоломей, Раймунд де Сен-Жиль. Раймунд Ажильский и другие, всего тринадцать человек, отправились в собор Св. Петра. После длительных раскопок Варфоломей достал старый наконечник копья. По мнению Рансимана, Варфоломей имел возможность закопать кусок железа там, где потом нашёл. Адемар считал его мошенником. По сообщению Ибн аль-Асира, которое М. Заборов считал достоверным, «святое копьё» было найдено не в результате чуда. «Лживая подоплёка» обнаружения копья крылась в «хитроумном обмане». Нашедший копьё Петр Варфоломей сам же и зарыл его ранее. Независимо от того, что думали о копье критически настроенные свидетели, большинство испытало небывалый подъём. Очевидцы отмечали радость и ликование в городе, когда было обнаружено Копьё. В историографии преобладала точка зрения, согласно которой обнаружение Копья оказало положительное воздействие на дух крестоносцев. Дж. Франс писал, что «Копьё» «значительно улучшило подавленный моральный дух армии». Наличие чёткой связи между обретением «Копья» и последующей победой признавалось не только хронистами, но и историками. Г. Э. Майер утверждал, что «непосредственные последствия открытия были огромными. Моральный дух армий повысился, и все были едины в решимости прорвать блокаду и уничтожить Кербогу». Дж. Райли Смит утверждал, что реакция на реликвию «была важным элементом в решении выйти из Антиохии и нанести удар по силам Кербоги».
Однако впечатление, созданное источниками, будто дух армии возродился и она была готова приступить к битве, как только Копьё было обнаружено, является ошибочным. «Копье» было обнаружено 14 июня, но только 28 июня армия решилась вступить в бой. По мнению Т. Эсбриджа, хотя открытие «Копья», похоже, действительно повлияло на боевой дух крестоносцев, степень и значение его воздействия на сегодняшний день преувеличены, поскольку прошло две недели от обнаружения до битвы, причём в ситуации нарастающего голода. Т. Эсбридж утверждал, что не было прямой непосредственной связи между обнаружением Копья и решением сражаться с Кербогой. Само представление о роли Копья закрепилось в умах крестоносцев лишь после победы 28 июня. Крестоносцы руководствовались не надеждой, а отчаянием, когда приняли решение о битве 28 июня. По мнению Т. Эсбриджа, они продолжали надеяться на прибытие помощи и, когда вторая осада Антиохии подошла к концу третьей недели, должно быть, начали понимать, что не могут рассчитывать на прибытие помощи. К 24 июня крестоносцы оказались на грани катастрофы.

### Посольство к Кербоге
Согласно Альберту, ходили слухи, что князья дезертируют. Возможно, основанием этих слухов были сообщения о переговорах с Кербогой. Незадолго до 28 июня лидеры крестоносцев отправили к Кербоге двух посланников: Петра Отшельника в сопровождении переводчика по имени Херлуин. И если факт самого посольства, отмеченного в большинстве отчетов, не вызывает сомнений, то его датировка и цели проблематичны. Вслед за Г. Хагенмайером принято считать, что оно произошло 27 июня 1098 года, за день до битвы. В таком случае либо неверны свидетельства, что три дня после посольства и перед битвой крестоносцы постились, либо решение о битве было принято ещё до отправления посольства, что нелогично. Аноним, чьё описание принято считать наиболее достоверным, ясно писал, что латиняне сначала отправили посольство, а затем, по возвращении Петра Отшельника, начали трёхдневный пост. В сообщении Раймунда Ажильского посольство и битва разделены несколькими днями. Поэтому Т. Эсбридж предположил, что посольство к Кербоге могло быть датировано 24 июня.
В описании цели посольства основные источники расходятся. Участники похода заявляли, что Петр Отшельник был послан для предъявления Кербоге ультиматума. Латинские авторы, современники событий, но которых не было в Антиохии в момент осады (Фульхерий Шартрский и Радульф Канский) считали, что Петр Пустынник был послан, чтобы предложить Кербоге решить исход противостояние поединком равного числа воинов. В частности, Фульхерий Шартрский писал, что Пётр предложил поединок «пяти, десяти или двадцати или 100 солдат, выбранных с каждой стороны». Это предложение тоже не могло быть принято Кербогой, которому не имело смысла отказываться от своего численного превосходства, поэтому, если анализировать все латинские источники, то общий вывод в том, что лидеры крестоносцев не рассчитывали на дипломатию. Посольство, скорее, имело целью сбор данных, поднятие морального духа или просто затягивание времени. Ряд не латинских и менее пристрастных источников приводят другие данные. Матвей Эдесский сообщал, что предводители крестоносцев предлагали сдать Антиохию Кербоге, прося только свободный выход из города. Аналогичную версию изложил Ибн аль-Асир, писавший в первой четверти XIII века в Мосуле на основе более ранних арабских хроник: «руководители написали Кербоге с просьбой обеспечить безопасный проход». Современница похода Анна Комнина тоже писала, что «[латиняне] оставили надежду на спасение и планировали покинуть укрепления [Антиохии] и передать их врагу с намерением только на том, чтобы сохранить свою жизнь, убегая». По сообщениям этих хронистов Кербога не принял предложения. Согласно Мишо, «он мечтал о поголовном уничтожении врага как мести за недавнюю резню в Антиохии», по словам Ибн-аль-Асира, он отказался со словами: «Вам придется сражаться за выход».
Мишо делал вывод, что посольств было два: сначала Петр Варфоломей передал предложение о сдаче города, а после обнаружения копья — предложение о судебном поединке.

### Битва за Антиохию

В понедельник 28 июня готовые к бою крестоносцы вышли из города. Хронист Раймунд Ажильский пронёс перед воинами Святое копьё. Описание битвы в источниках противоречиво, первоначальное построение франков, по мнению Дж. Франса, совершенно невероятно. Основные данные сообщал Раймунд Ажильский, его рассказ дополнен сведениями Анонима. Раймунд де Сен-Жиль был болен, поэтому его оставили в городе охранять цитадель. Армия была разделена на отряды: первый возглавляли Гуго Великий, Роберт Фландрский и Роберт Нормандский, второй — Годфрид, третий — Адемар, а четвёртый — Боэмунд. Когда франки выступили из Антиохии, то Кербоге доложили об этом, но он не стал им мешать, решив, что без труда расправится с немногочисленным войском противника. Он не внял советам своих военачальников и решил атаковать всю армию целиком, а не каждую дивизию по очереди. При этом он пошёл на хитрость и отдал приказ изобразить отступление, чтобы увлечь крестоносцев в более сложную для сражения местность. Рассредотачиваясь по окрестным холмам, мусульмане по приказу Кербоги поджигали за собой траву и осыпали градом стрел преследующих их христиан, и многие воины были убиты, в том числе знаменосец Адемара.
Отряды крестоносцев выходили один за другим, обходили предыдущие отряды и выстраивались в линию. Сначала Гуго Вермандуа во главе первого отряда с лучниками расстрелял турецкий отряд, стороживший ворота моста и не ожидавших такого напора. Затем отряд Годфрида напал на противника у ворот моста, в это время Адемар во главе отряда провансальцев попытался обойти врага с фланга. Когда подтянулись мусульманские отряды, блокировавшие ворота Св. Георгия, и зашли в тыл крестоносцам, Боэмунд с резервным отрядом прикрыл тылы. Некоторые эмиры со своими войсками покинули армию Кербоги. Дукак ушёл до начала битвы, пообещав прислать Ильгази Артукида, некоторые другие эмиры ушли из вражды с Кербогой, желая его поражения. Кербога со своими основными силами выступил из базового лагеря, увидел, что остальная часть его армии бежит, и повернул назад. С позором он отступил в Мосул, а его лагерь был захвачен и разграблен ликующими победителями. Латинский летописец сообщал, что крестоносцев интересовало только добро, даже найденных в шатрах женщин не взяли в плен: «франки не сделали им ничего плохого, кроме как пронзили их животы своими копьями».
Видения продолжались и во время битвы. Аноним писал, что многие самолично видели спускавшееся с гор войско на белых конях с белыми знамёнами в которых они опознали «подмогу Христа» под предводительством святых Георгия, Димитрия и Маврикия.
Вернувшись в город, крестоносцы начали переговоры с защитниками цитадели, этого последнего оплота мусульман в Антиохии после поражения Кербоги. Ставленник Кербоги Ахмед ибн Мерван видел бегство армии мусульман и, понимая безвыходность своего положения, сдал цитадель Боэмунду, получив гарантии сохранения жизни.
Христианские хронисты приписывали победу чуду и божьему провидению, а мусульманские писали о том, что немалую роль в успехе крестоносцев сыграли раздоры между сельджукскими правителями и ошибка Кербоги, решившего атаковать франков, когда они все выйдут из ворот. Роль в победе сыграло рассредоточение мусульманских сил, вынужденных блокировать все ворота, и правильное решение Боэмунда атаковать из ворот моста, поскольку так большинству мусульманских отрядов, блокировавших другие ворота, для атаки требовалось перейти реку. Как писал Т. Эсбридж, «Значение Великой битвы при Антиохии невозможно переоценить. Без сомнения, это было самое важное военное сражение всей экспедиции».

## Последующие события и итоги
В июле антисанитария привела к эпидемии в Антиохии. Её точная природа неизвестна, но это мог быть брюшной тиф. 1 августа она унесла жизнь Адемара.

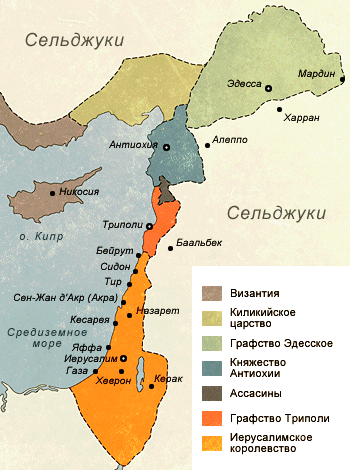
Государства Восточного Средиземноморья в 1140 году

11 сентября крестоносцы отправили послание папе Урбану II, вдохновителю крестового похода, с просьбой стать во главе Антиохии, но тот отказался. Несмотря на нехватку лошадей и еды, осенью 1098 года крестоносцы установили контроль над окрестностями Антиохии. Затем воины из числа простых пехотинцев и мелких рыцарей начали проявлять недовольство тем, что поход затягивается, и стали угрожать отправиться дальше — не дожидаясь, пока их военачальники поделят город. В армии крестоносцев, хотя формально их объединяло общее дело, существовало явное разделение на франков северной Франции, провансальцев южной Франции и норманнов южной Италии, и каждый из предводителей крестоносцев стремился возвыситься над остальными. Боэмунд заявил о своих правах на Антиохию. Епископу Ле-Пюи и Раймунду Тулузскому пришлись не по нраву претензии князя, и они направили в Константинополь Гуго Вермандуа и Балдуина де Эно. Когда стало известно, что Алексей не захотел отправлять посольство в Антиохию, Боэмунд стал убеждать своих товарищей, что император потерял интерес к походу (как писали крестоносцы папе Урбану II, он «понаобещал нам много всякого, но сделал-то очень мало»), а значит, они вправе отступиться от данного ему слова. Боэмунд практически единолично управлял городом, и именно его знамя реяло над побеждённой цитаделью. В начале 1099 года Боэмунда провозгласили князем Антиохии. Город оставался в руках христиан до мая 1268 года, когда Антиохию после осады взял султан Бейбарс I.
Осада Антиохии была огромным бременем для армии крестоносцев, но её захват обеспечил продолжение крестового похода. В ноябре Раймунд наконец уступил требованиям и вместе с армией выдвинулся к Иерусалиму .
Тогда же многие стали обвинять Петра Варфоломея во лжи, поскольку копьё было обнаружено слишком уж вовремя, и это обстоятельство не могло не вызвать подозрений. Монах предложил устроить ему испытание огнём, чтобы доказать свою правоту. Пройдя по дорожке, по обеим сторонам которой полыхал костёр, Пётр Варфоломей получил ожоги и через 12 дней умер. Многих его гибель убедила в том, что копьё было фальшивкой, но другие крестоносцы по-прежнему считали реликвию подлинной. Копьё через несколько лет пропало, его местонахождение не известно. В XVIII веке кардинал Просперо Ламбертини (в будущем ставший Бенедиктом XIV) признал антиохийское копьё фальшивкой. 
Важным последствием захвата Антиохии стало то, что лидеры крестоносцев, «видя, как их товарищи превращаются во владетельных государей, захватив — один Эдессу, другой Антиохию, — стали входить во вкус и помышлять о подобной же доле для себя».

## Свидетельства очевидцев и современников и их первые переработки
Основные свидетельства очевидцев осады Антиохии на латинском языке:
- Анонимный труд «Деяния франков и прочих иерусалимцев» (Gesta Francorum). Написаны «Деяния франков» были не позднее 1101 года[137][138], возможно, первые 9 книг — до ноября 1099 года[139]. Анонимный автор «Деяний» был простым норманнским рыцарем из Италии, сражавшимся сначала под командованием Боэмунда Тарентского, а после победы под Антиохией над армией Кербоги перешёл к Раймунду Тулузскому и Роберту Нормандскому. Он был единственным светским латинским хронистом Первого крестового похода[140][137][141]. По мнению М. Заборова «Деяния франков и прочих иерусалимцев» — «один из лучших по полноте и достоверности повествовательных источников истории Первого крестового похода»[140].
- «История франков, которые взяли Иерусалим» (Historia Francorum) была написана в 1098—1099 годах священником Раймундом Ажильским. Он был духовником Раймунда Тулузского и был близок епископу Адемару, папскому легату. Почти четверть «Истории франков» занимают описания якобы происходивших чудес. Возможно, Раймунд Ажильский сознательно придумывал чудеса, видения и пророчества, чтобы подпитывать религиозный дух участников похода. Предположительно, свой труд Раймунд написал, чтобы развеять недоверие относительно «чуда» обретения в Антиохии так называемого копья Лонгина, в фабрикации которого он сам участвовал. Несмотря на это, в основном Раймунд дотошно описывает события похода. Его хроника является «важным памятником истории Первого крестового похода»[142][143][144].
- «Иерусалимская история» (Historia Hierosolymitana) Фульхерия Шартрского. Фульхерий прибыл на Святую Землю с Робертом Нормандским, далее он с 1097 года сопровождал Балдуина Булонского и был его капелланом в 1098 году в Эдессе, поэтому лично не присутствовал при взятии Антиохии. Свою хронику он писал в 1101—1127 годах. Фульхерий был хорошо осведомлённым автором в силу своей близости к Балдуину, занявшему в 1100 году трон Иерусалимского королевства. Его хроника «содержит вполне добротный фактический материал». Конечно, он, как и Раймунд Ажильский, упоминает о чудесах и сверхъестественных явлениях, но проявляет и скептицизм, например, относительно истинности обнаруженного копья Лонгина. «По обилию и точности достоверных сведений самого разнообразного характера труд Фульхерия Шартрского несомненно принадлежит к числу лучших летописей Первого крестового похода»[142][145][146].
- «История путешествия в Иерусалим» (Historia de Hierosolymitano itinere) Петра Тудебоде, написанная между 1101 и 1111 годами, в основном базируется на «Деяниях франков», хотя автор изредка приводит собственные наблюдения, давая оригинальные сведения[147][148]. От «Деяний франков» «История» Тудебоде отличается оценкой Боэмунда и Танкреда[149]. «Его работа в основном имеет вспомогательную ценность, добавляя убедительные и косвенные подробности, особенно об осадах Антиохии и Иерусалима»[150].
- «Деяния Бога через франков» написаны между 1106 и 1109 годами Гвибертом Ножанским. Он стилистически переработал текст «Деяний франков», добавив некоторые оригинальные детали[151].
- «Иерусалимская история» (Historia Hierosolymitana) Роберта монаха написана между 1107 и 1120 годами. Роберт, как и Гвиберт, стилистически переработал «Деяния франков»[152].

Письма участников осады:
- «Письма Ансельма Рибемонтского архиепископу Реймсскому Манассии II». Ансельм основал в Рибемонте монастырь и был другом архиепископа Реймса Манассии де Шатильона[67].
- «Письмо графа Стефана Блуасского и Шартрского к супруге Адели из-под Антиохии». Стефан Блуасский, женатый на Адели Нормандской, по её настоянию отправился в крестовый поход с её братом, Робертом Нормандским. Из похода отправил ей несколько писем, одно из них — 29 марта 1098 года из Антиохии[56].
- «Письмо предводителей крестоносного рыцарства папе Урбану II от 11 сентября 1098 года» После захвата Антиохии руководители похода отправили папе римскому Урбану II описание осады и захвата города[75].
- «Письмо от Даймбера, Годфрида и Раймунда папе». Участники похода архиепископ Пизы Даймбер, Годфрид Бульонский и Раймунд де Сен-Жиль написали папе об одержанных победах в сентябре 1099 года[102].

Кроме свидетельств очевидцев ценными источниками являются хроники, составленные на основе свидетельств очевидцев:
- «Деяния Танкреда в Иерусалимском походе» написаны Радульфом Канским. Хотя Радульф прибыл в Святую землю в 1107 году, но он основывался на рассказах Танкреда и других участников осады. Как сторонник Боэмунда и Танкреда Радульф описывает фальсификацию чуда «обнаружения копья», называя организатором инсценировки Раймунда Тулузского[153][154].
- «Иерусалимская история», написанная Альбертом Аахенским между 1120 и 1153 годами, предположительно, основывалась на утерянной хронике осведомлённого свидетеля событий. Несмотря на то, что в хронику Альберт включил множество недостоверных слухов, полученных от пилигримов, его труд содержит «довольно точные и оригинальные сведения»[155][156][157].
- «История священной войны» (Historia belli sacri), написанная анонимным монахом из Монтекассино около 1130 года. Некоторое время хронику называли «Подражатель и продолжатель Тудебода» (Tudebodus imitatus et continuatus)[158]. Хроника основана на компиляции из «Деяний франков», «Истории» Тудебоде, «Деяний Танкреда» Радульфа и «История франков» Раймунда. Но автор внёс оригинальные дополнения. По мнению Г. Зибеля автор был нормандцем простого происхождения, который жил в Антиохии после войны[159].
- «История деяний в заморских землях» создана Гийомом Тирским, который родился и почти всю жизнь провел в Палестине. Его труд был написан спустя 75 лет после событий Первого крестового похода на основе хроник Альберта Аахенского, Раймунда Ажильского, Фульхерия Шартрского. По мнению М. Заборова Гийом Тирский «как историк стоит на голову выше авторов, писавших „по горячим следам“»[160]. Например, Гийом Тирский дает различные объяснения причин эпидемии, поразившей крестоносцев при осаде Антиохии[161].

Восточные и греческие хронисты и историки дают взгляд на события с другой стороны, раскрывают неизвестные латинским авторам обстоятельства. Они более критичны, зачастую более точны:
- «Алексиада» Анны Комнины, дочери византийского императора Алексея I Комнина, описывает события, связанные с участием византийцев в походе (и осаде Антиохии)[162]. По мнению А. Крея «Из сочинений, которые являются свидетельствами очевидцев лишь части истории крестового похода, Алексиада Анны Комнины является одним из наиболее важных»[163] и «чрезвычайно ценной как представление византийского отношения к латинянам»[149].
- «Хронография» современника событий Матфея Эдесского основана на ныне утраченных армянских документах, рассказах очевидцев, собственных наблюдениях[164].
- «Всемирная хроника» Михаила Сирийца, патриарха Сирийской православной церкви, написана в XII веке[164].
- «История Дамаска» написана современником событий арабским хронистом Ибн аль-Каланиси (1073—1160)[165]. Его объективность в большинстве вопросов делает его труд одним из основных источников периода первых крестовых походов[166].
- «Полный свод всеобщей истории» — компиляция более ранних хроник, созданная воевавшим с крестоносцами в войске Салах ад-Дина Ибн аль-Асиром (1160—1233)[164]. Хроника ценна рассказом о фальсификации чуда обретения копья и раскрытием истинных причин поражения армии Кербоги, неизвестных латинским хронистам[167].
- «Сливки, снятые с истории Халеба» написал в начале XII века хронист из Алеппо Ибн аль-Адим[англ.], который использовал в ней более ранние хроники, а также рассказы отца[164]. Он подробно описывает события, происходившие в Алеппо во время осады Антиохии, которые послужили одной из причин поражения Кербоги[168].

## Комментарии
1. ↑  Расположение лагерей приведено у Альберта Аахенского, слова которого частично подтверждает рассказ Радульфа Каннского. И Альберт, и Радульф писали, что Танкред расположился рядом с дядей, Боэмундом. Согласно Альберту Татикий расположился в отдалении от стен, перед ним находились отряды северных французов, а Годфрид Бульонский стоял далее собачьих ворот. Радульф в целом описывает аналогичное расположение, не упоминая Татикия[39].
2. ↑  Хронисты об армии Кербоги:
  - Аноним: «Курбара долгое время собирал очень большую армию турок. Эмир Иерусалима пришёл ему на помощь с армией, а царь Дамаска прибыл туда с очень большим войском. Курбара собрал бесчисленное множество язычников, турок, арабов, сарацин, публикани, азимитов, курдов, персов, агулани и бесчисленное множество других народов»[78]
  - Тудебоде: «Эмир Иерусалима со своим войском, а также царь Дамаска с большим отрядом объединились с ним. Кербога также собрал со всех концов бесчисленные массы язычников; а именно турки, арабы, сарацины, мытари, азимиты, курды, персы, агулани и многие другие люди, которых я не могу назвать или перечислить»[79]
  - Лидеры крестоносцев: «бесконечное множество турок»[75]
  - Ибн аль-Каланиси: «собрались сирийские войска в неисчислимом множестве»[80]
  - Матвей Эдесский: «двинулся весь Хорасан — с востока до запада, от Египта до Вавилона, от Греции и восточной части земли, [двинулись] Дамаск и все побережье, от Иерусалима до пустыни, собралось восемьдесят мириадов человек, [из них] тридцать мириадов пехоты»[81]
  - Ибн аль-Асир: «Когда Кавам ад-Даула Кербога услышал о том, что франки захватили Антиохию, он собрал войска и отправился в Сирию и остановился в Мардж Дабик. К нему собрались войска со всей Сирии — тюрки и арабы, кроме тех, кто был в Халебе. К нему присоединился Дакак ибн Тутуш, атабек Тугтегин, Джанах ад-Даула, правитель Химса, Арслан Таш, правитель Синджара, Сулейман ибн Артык и другие эмиры, подобных которым не найти»[32]
  - Анна Комнина: «огромное множество агарян»[37]
3. ↑  Фульхерий Шартрский писал, что Стефан Блуаский покинул осаду за день до прибытия Кербоги, но не называл причин. Раймонд Ажильский прямо указывал, что Стефана напугали слухи о пришествии Кербоги.  Согласно Анониму Стефан притворился больным, но Альберт Аахенский утверждал, что Стефан был действительно болен и отправился отдыхать в Александретту[85][86]. Заборов  считал, что Стафан уже награбил достаточно и не хотел рисковать[87].
4. ↑   Хронисты о том, кто впустил крестоносцев в город:
  - Матвей Эдесский: некто из князей города  тайно, ночью отворил покрытые оловом ворота[81].
  - Анна Комнина:  некий армянин охранял часть стены, доставшуюся Боэмунду. Боэмунд умаслил его... На рассвете Боэмунд подошел к башне, и армянин, согласно уговору, открыл ворота. Боэмунд со своими воинами сразу же, быстрей, чем слово сказывается, взобрался наверх[37].
  - Ибн аль-Каланиси:  несколько человек, оружейники обозлились на  Яги-Сияна за притеснения и за то, что он отнял у них имущество и деньги, сговорились с  франками. Они захватили одну из городских башен, примыкающих к горе  и ввели их в город ночью [80].
  - Аноним: некий эмир из рода турок Фируз вошел в  дружбу с Боэмундом.  Боэмунд  вселял надежды, что тот станет богатым. Фируз  сообщил, что охраняет три башни и готов их передать. Около 60 человек  поднялись по лестнице[78]
  - Ибн аль-Асир: франки стали тайно писать одному из хранителей башен, оружейнику  Рузбиху. Они дали ему много денег. Его башня примыкала к долине. Он пропустил франков с веревками и канатами, подняв решётку, закрывавшую вход[32].
  - Камаль аль-Дин Ибн аль-Адим: Один из жителей Антиохии, по имени аз-Заррад, договорился с охранниками башен об их сдаче. Он был зол, накануне Ягы-Сиян конфисковал у а-Заррада  деньги и зерно. Аз-Заррад спустил Боэмунду веревку, и франки поднимались по ней на стену, [84].
  - Гийом Тирский: был армянин благородного происхождения,  Бени-Зерра, сын оружейника, владевший башней двух Сестёр. В этой крепости было два брата из благородных семей.  Один из них звался Эменферис [Эмир Фариз][88].
  - Бар-Эбрей: они заключили тайную договоренность с персом Рузбахом, охранявшим башню на берегу оврага Кашкаруф.  Они обещали ему золото.   Франки  ночью  вошли в то место, а другие перелезли через стену на веревках[89]
5. ↑  Хронисты о смерти Яги-Сияна:
  - Раймунд Ажильский: «Грациан же, выйдя через некую дверцу, был полонен и обезглавлен армянскими селянами, и голова его доставлена нам»[57].
  - Аноним: «Кассиан же, их сеньор, тоже кинулся наутек со многими остальными, кто был при нём… И так как кони их устали, они подались в некую деревушку и укрылись было в одном доме. Но Кассиана узнали жители этой горы, то есть сирийцы и армяне, и тотчас схватили его и отрубили ему голову и принесли Боэмунду, чтобы тем самым заслужить себе свободу»[78].
  - Ибн аль-Каланиси: «Яги-Сиян бежал, покинув город вместе с великим множеством людей, из которых ни один не уцелел. А когда он был недалеко от Арманаза — селения близ Мааррат Мисрейн, он упал с коня на землю. Один из его людей поднял его и вновь посадил на коня, но он не мог удержаться в седле, упал в другой раз и умер, да помилует его Аллах»[80].
  - Ибн аль-Асир: «Яги-Сиян исполнился страхом… он обратился в бегство с 30 своими гулямами… когда настал день, к нему вернулся разум… … Он стал горевать и сожалеть, что оставил свою семью и детей и всех мусульман, и от нестерпимого горя упал с коня, потеряв сознание. Его люди хотели снова посадить его в седло, но у него не было сил, и он был близок к гибели. Тогда они оставили его и поскакали дальше. Мимо него проходил армянин-дровосек. Увидев, что Яги-Сиян при последнем издыхании, он убил его, взял его голову и отнес её франкам в Антиохию»[32].
  - Матвей Эдесский: «Эмир Агсиан бежал из города, но был убит крестьянами: они отрубили ему голову серпом»[81].
6. ↑   Хронисты о резне в Антиохии :
  - Ибн аль-Каланиси: «там было перебито, захвачено и уведено в плен несчетное множество мужчин, женщин и детей»[80].
  - Камаль аль-Дин ибн аль-Адим: «И пало в этот день в Антиохии бессчетное число мусульман, а те, кто уцелел, были взяты в плен»[90].
  - Раймунд Ажильский: «не брали в полон никого из тех, кого встречали [на пути]»«Не ведаем, и сколько пало тогда турок и сарацин. Жестоко рассказывать, как погибали они разными видами смерти и как различными способами умерщвлялись»[57].
  - Ибн аль-Асир: «франки вошли в город через ворота, стали грабить и убивать мусульман»[32].
  - Гийом Тирский: «Повсюду была бойня, повсюду мучения и плач женщин, везде были убиты отцы семейств и убиты все их домочадцы. Победители, обезумевшие от жажды убийства и наживы, не щадили ни пола, ни состояния и не уважали возраст. Говорят, что в тот день было убито более десяти тысяч граждан. Повсюду на улицах лежали непогребенные трупы мертвых, точно так же, как они упали»[91].
7. ↑  Аноним дважды упоминал строительство этой стены. В целом, по его словам стена была возведена между 11 и 14 июня. А из контекста рассказа Раймонда Ажильского вытекает, что её построили незадолго до 28 июня.
8. ↑    Хронисты о каннибализме:
  - Ибн аль-Каланиси, современник событий, живший в Дамаске  писал, однозначно указывая на Антиохию, а не Маарру: «Мусульмане осадили их [в Антиохии], так что у франков кончилась еда, и они поедали мертвецов»[80].
  - Камаль ад-Дин, писавший по рассказам отца житель Алеппо оставил аналогичное свидетельство: «франки в Антиохии стали есть мертвецов и вьючных животных»[103].
  - Ибн аль-Асир: «Франки оставались в Антиохии после ее захвата 12 дней. Им было нечего есть, и богатые питались мясом своих коней, а бедняки ели мертвецов и листья деревьев[32]».
9. ↑   Гийом Тирский об имитации каннибализма:
«Боэмунд приказал вывести некоторых турецких пленных. Он передал их палачу с приказом задушить. Затем он устроил огромный костёр, как будто для приготовления обеда, и приказал поджарить тела после тщательной подготовки. Его люди были проинструктированы, что если возникнет какой-либо вопрос о значении такой трапезы, они должны были ответить, что с тех пор, по решению вождей, тела всех захваченных врагов или шпионов должны служить мясом для столов вождей и люди точно так же.»[107].
10. ↑     Хронисты о радости в городе:
  - Раймунд Ажильский: «счастье, которое наполняло Антиохию»,
  - Аноним: «По всему городу царило безграничное ликование»,
  - Ансельм Рибемонский: «Итак, когда эта драгоценность была найдена, все воспряли духом»[85],
  - лидеры крестоносцев в  письме Урбану II: "Мы были так утешены и укреплены, найдя его, и многие другие божественные откровения, которые мы, прежде страдающие и робкие, * тогда смело и горячо призывали друг друга к битве "[85][114],
  - письмо, составленное гражданами Лукки передавало слова участника событий Бруно из Лукки, называвшего копьё божественной «милостью»  ,
  - Питер Тудебоде: «город охватила великая эйфория»[114].
11. ↑   Латинские участники событий о посольстве к Кербоге:
  - Раймонд Ажильский кратко отметил, что руководители «послали Петра Отшельника к Кербоге, атабегу Мосула, с приказом отказаться от осады Антиохии, потому что этот город находился под юрисдикцией Святого Петра и христиан», на что Кербога ответил отказом[123][119].
  - Аноним эту же версию изложил более подробно, разукрасив рассказ речами и деталями[123][119].
  - Второе письмо Ансельма Рибемонтского Манассии излагает ту же версию[123].